# Luzuriageae
Die Luzuriageae sind eine Tribus in der Familie der Inkaliliengewächse (Alstroemeriaceae) aus der Ordnung der Lilienartigen (Liliales). Das Verbreitungsgebiet der nur zwei Gattungen mit etwa fünf Arten ist disjunkt, also sind die Arten in weit auseinanderliegenden Arealen verteilt, es gibt Arten vom südlichen Südamerika (Chile, Argentinien) bis zu den Falklandinseln und im südöstlichen Australien sowie Neuseeland.

## Beschreibung

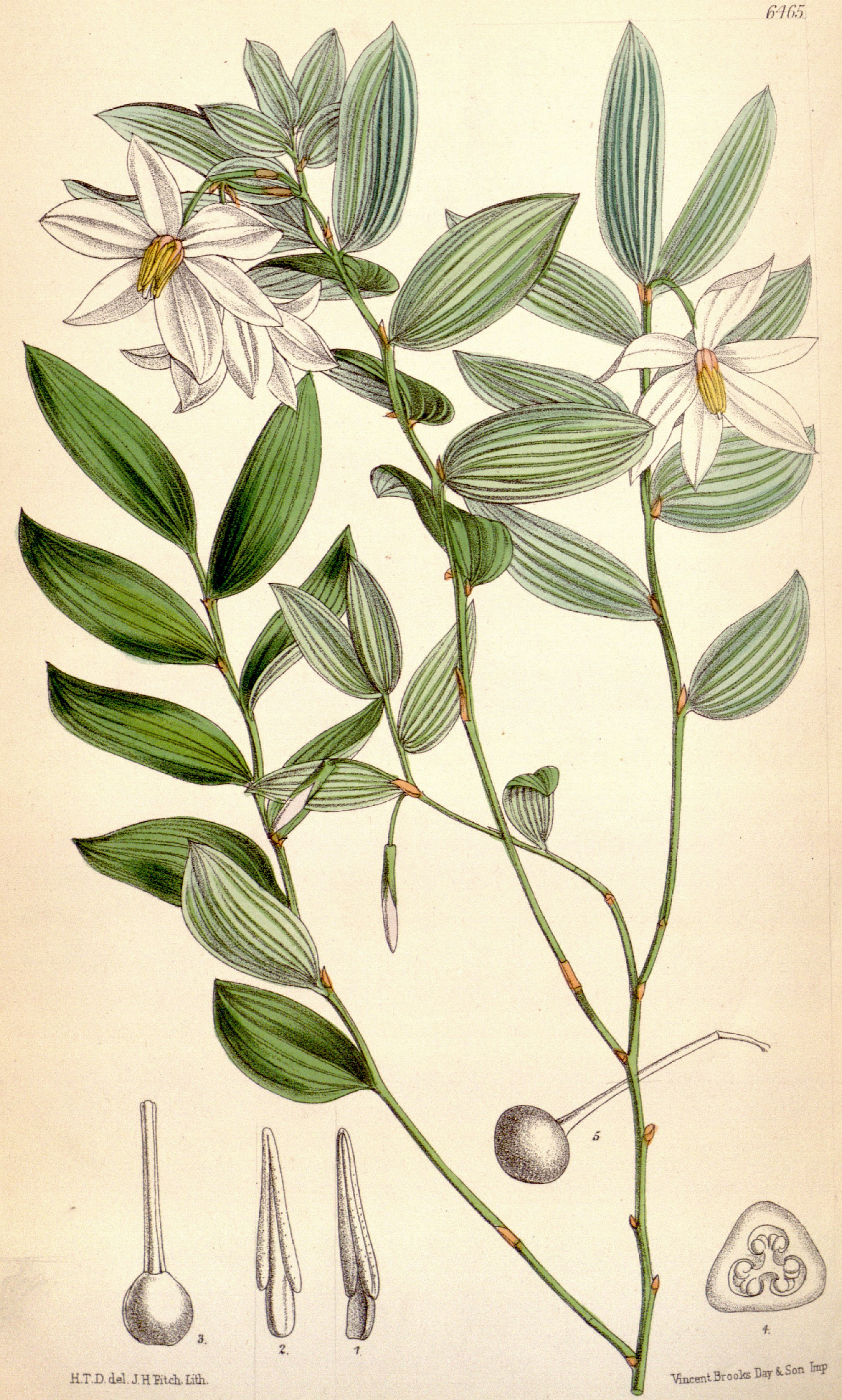
Illustration von Luzuriaga radicans

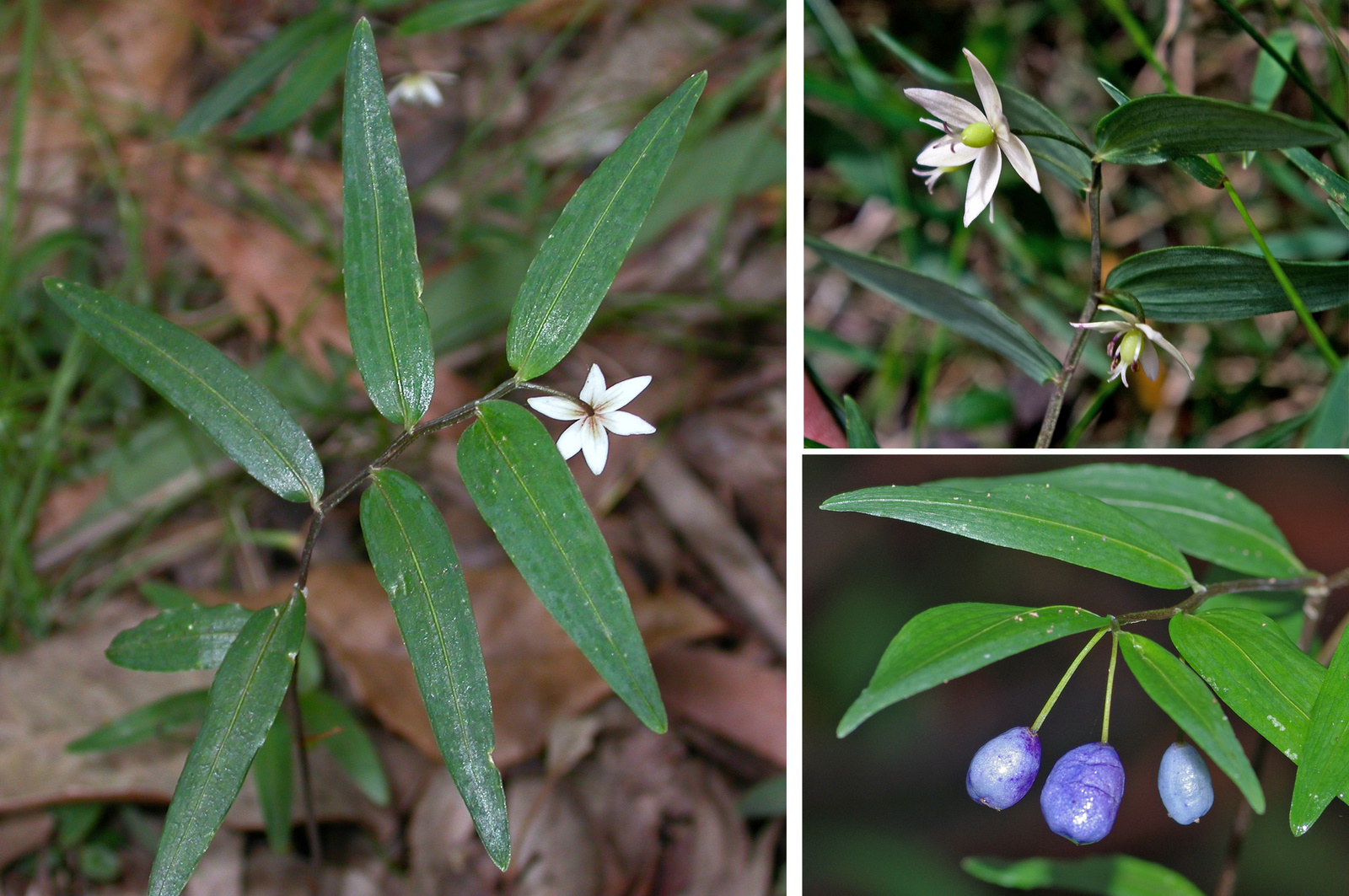
Drymophila cyanocarpa

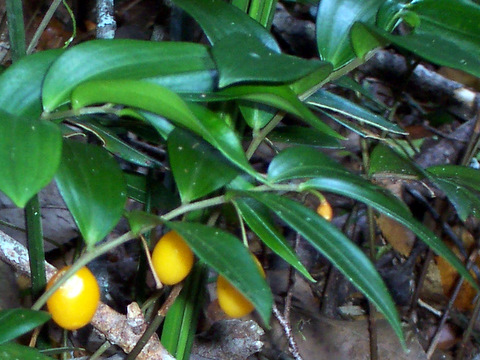
Laubblätter und Früchte von Drymophila moorei

### Vegetative Merkmale
Es sind aufrechte oder klimmende, ausdauernde krautige Pflanzen oder aufrechte oder klimmende Sträucher. Sie bilden häufig Rhizome.
Die wechselständig und zweizeilig angeordneten Laubblätter sind einfach. Blattstiele sind vorhanden oder fehlen. Die Unterseite der linealischen, lanzettlichen oder eiförmigen Blattspreite ist nach oben gerichtet (resupinat).

### Generative Merkmale
Die Blüten stehen meist einzeln oder in end- bis seitenständigen zymösen Blütenständen zusammen. Die relativ kleinen, zwittrigen Blüten sind radiärsymmetrisch und dreizählig. Die sechs freien Blütenhüllblätter sind gleichgestaltet und einfarbig (Perigon). Es sind sechs freie, fertile Staubblätter vorhanden. Drei Fruchtblätter sind zu einem oberständigen Fruchtknoten verwachsen.
Es werden Beeren gebildet.

## Systematik und Verbreitung
Die Tribus Luzuriageae besitzt ein disjunktes Areal auf der Südhalbkugel. Drymophila kommt nur in Australien einschließlich Tasmanien vor. In der Gattung Luzuriaga haben zwei Arten ein Verbreitungsgebiet vom südlichen-zentralen Chile bis Feuerland und von südlichen Argentinien bis zu den Falklandinseln; eine Art ist in Neuseeland beheimatet.
Die Gattung Luzuriaga wurden früher in die Familie der Smilacaceae und Drymophila in die Convallariaceae oder Liliaceae eingeordnet. Molekulargenetische Untersuchungen haben dazu geführt, dass die Familiengrenzen innerhalb der Ordnung der Lilienartigen (Liliales) sich stark verschoben haben. Die ehemalige Familie Luzuriagaceae Lotsy (veröffentlicht in Vorträge über Botanische Stammesgeschichte, Band 3, 1911, S. 760.) wurde zur Tribus Luzuriageae Benth. & Hook. f. zurückgestuft und in die Familie der Alstroemeriaceae eingegliedert. Die Tribus Luzuriageae wurde im Mai 1874 von Andrey Nikolayevich Beketov in Kurs Bot., 2, S. 210 oder George Bentham und Joseph Dalton Hooker in Revisio Generum Plantarum: …, Band 3, 14. April 1883, Seiten 749, 751 aufgestellt.
In der Tribus Luzuriageae gibt es nur zwei Gattungen mit sechs Arten:
- Drymophila R.Br.: Es sind aufrechte, nicht kletternde, ausdauernde krautige Pflanzen. Ihr Griffel ist tief geteilt. Es gibt nur zwei Arten:
  - Drymophila cyanocarpa R.Br.: Sie kommt vom südöstlichen New South Wales bis Tasmanien vor.[5]
  - Drymophila moorei Baker: Sie kommt vom südöstlichen Queensland bis zum nordöstlichen New South Wales vor.[5]
- Luzuriaga Ruiz & Pav. nom. cons. (Syn.: Enargea Banks ex Gaertn.): Ihr Griffel ist nicht geteilt. Sie besitzt ein disjunktes Areal. Es gibt vier Arten:
  - Luzuriaga marginata (Gaertn.) Benth. & Hook. f.: Sie kommt im südlichen Chile, im südlichen Argentinien und auf den Falkland-Inseln vor.[5]
  - Luzuriaga parviflora (Hook. f.) Kunth: Sie kommt in Neuseeland vor.[5]
  - Luzuriaga polyphylla (Hook.) Macbr. (Syn.: Luzuriaga erecta Kunth): Sie kommt nur im südlichen Chile vor.[5]
  - Luzuriaga radicans Ruiz & Pav.: Sie kommt vom südlichen-zentralen bis südlichen Chile und im südlichen Argentinien vor.[5]

Nicht mehr zur Gattung Luzuriaga wird gerechnet:
- Luzuriaga laxifolia Hallier f. → Geitonoplesium cymosum (R.Br.) A.Cunn. ex R.Br. (Asphodelaceae)

Beachte: Es gibt auch eine Vogelgattung Drymophila Swainson 1824 in der Familie Ameisenvögel (Thamnophilidae).